# Lijst van voetbalinterlands Curaçao - Saint Vincent en de Grenadines
Deze lijst van voetbalinterlands is een overzicht van alle officiële voetbalwedstrijden tussen de nationale teams van Curaçao en Saint Vincent en de Grenadines. De landen speelden tot op heden drie keer tegen elkaar, te beginnen met een kwalificatiewedstrijd voor de Caribbean Cup 2012 op 25 oktober 2012 in Gros Islet (Saint Lucia). Het laatste duel, een kwalificatiewedstrijd voor het Wereldkampioenschap voetbal 2022, vond plaats in Willemstad op 25 maart 2021.

## Wedstrijden
| № | Datum      | Plaats          | Competitie                      | Wedstrijd                         | Uitslag |
| - | ---------- | --------------- | ------------------------------- | --------------------------------- | ------- |
| 1 | Gros Islet | 25 oktober 2012 | Caribbean Cup 2012 kwalificatie | St. Vincent en de Gren. – Curaçao | 4 – 0   |
| 2 | Les Abymes | 10 oktober 2014 | Caribbean Cup 2014 kwalificatie | Curaçao − St. Vincent en de Gren. | 0 − 1   |
| 3 | Willemstad | 25 maart 2021   | WK 2022 kwalificatie            | Curaçao – St. Vincent en de Gren. | 5 – 0   |

## Samenvatting
| Competitie                 | Totaal gespeeld | Winst Curaçao | Gelijk | Winst St. Vincent en de Gren. | Doelsaldo Curaçao – St. Vincent en de Gren. |
| -------------------------- | --------------- | ------------- | ------ | ----------------------------- | ------------------------------------------- |
| WK-kwalificatie            | 1               | 1             | 0      | 0                             | 5 − 0                                       |
| Caribbean Cup-kwalificatie | 2               | 0             | 0      | 2                             | 0 − 5                                       |
| Totaal                     | 3               | 1             | 0      | 2                             | 5 − 5                                       |

Wedstrijden bepaald door strafschoppen worden, in lijn met de FIFA, als een gelijkspel gerekend.